# Catalogus Plantarum Horti Camalduensis
Catalogus Plantarum Horti Camalduensis (abreviado Cat. Horti Camald.) es un libro con ilustraciones y descripciones botánicas que fue escrito por el botánico horticultor alemán Friedrich Dehnhardt y publicado en Nápoles en el año 1829 en una primera edición y 1832 en una segunda edición.